# Coronel Barros
Coronel Barros is een gemeente in de Braziliaanse deelstaat Rio Grande do Sul. De gemeente telt 2.522 inwoners (schatting 2009).

## Aangrenzende gemeenten
De gemeente grenst aan Augusto Pestana, Catuípe, Entre-Ijuís, Eugênio de Castro en Ijuí.